# Heckler & Koch

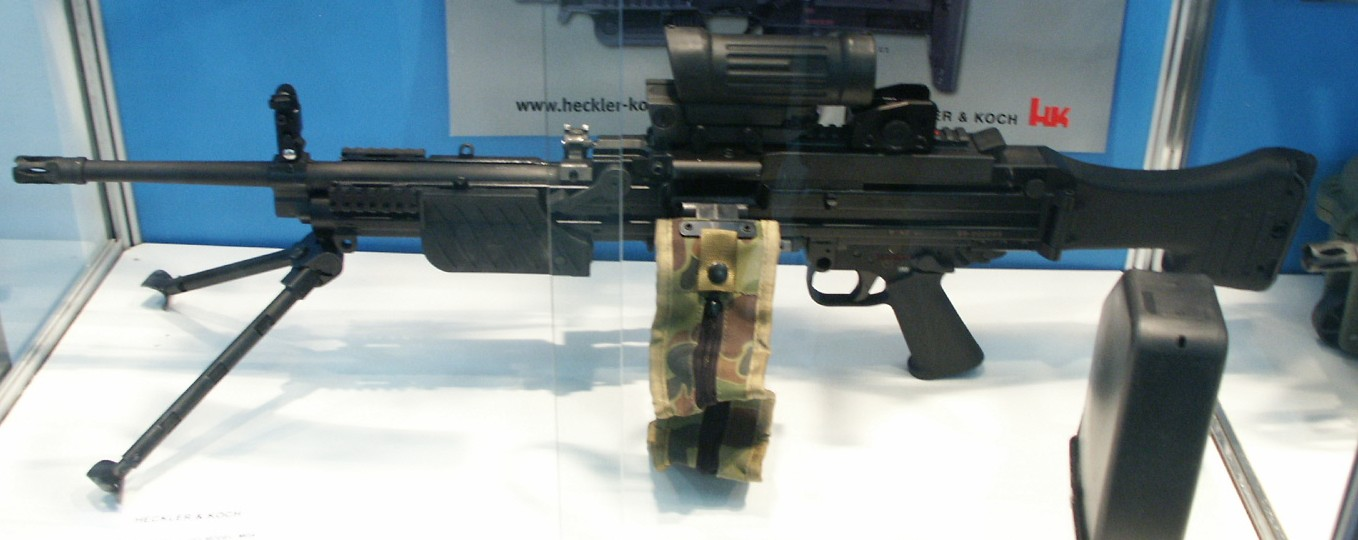
Kulomet HK MG4

Heckler & Koch je výrobce zbraní v Německu. Mezi nejznámější výrobky této firmy patří útočná puška HK416, samopaly MP5, PDW MP7 či univerzální samonabíjecí pistole USP. Mezi další patří automatická odstřelovací puška PSG1 jako i řada útočných pušek G3 a G36 či řada granátometů i kulometů a sportovních zbraní. Výrobky zbrojovky Heckler & Koch jsou známé svou kvalitou vyhotovení, odolností, spolehlivostí i přesností.
Společnost roku 1949 na zbytcích firmy Mauser založili Edmund Heckler, Theodor Koch, a Alex Seidel. Značka byla registrována v roce 1950. V prosinci 2010 měla firma 640 zaměstnanců. Společnost sídlí ve městě Oberndorf am Neckar. Společnost je součástí koncernu BAE Systems